# Kanał Rideau
Kanał Rideau (ang. Rideau Canal, fr. Canal Rideau) – kanał wodny łączący Ottawę (stolicę Kanady, położoną nad rzeką Ottawa) z miastem Kingston nad jeziorem Ontario. Kanał został zbudowany przez Anglików w latach 1826–1832 na wypadek wojny ze Stanami Zjednoczonymi.
Budowę kanału nadzorował pułkownik angielskiego korpusu inżynieryjnego John By. Budowę poszczególnych odcinków prowadzili w większości na zlecenie armii prywatni przedsiębiorcy (John Redpath, Thomas McKay i inni). Wśród tysięcy robotników przeważali francuskojęzyczni Kanadyjczycy i imigranci z Irlandii.
Kanał (a właściwie: Droga Wodna) Rideau ma długość 202 km. Ogromną większość z tej długości stanowią zaadaptowane dla żeglugi odcinki rzek Rideau i Cataraqui oraz położone na trasie jeziora. Jedynie około 19 km drogi stanowią kanały wykopane ręką człowieka. Na drodze tej znajduje się 47 śluz zgrupowanych w 22 zespoły. Większość ze śluz posiada dotychczas urządzenia manewrowe napędzane siłą mięśni ludzkich.
W normalnych warunkach kanał obsługuje jednostki o długości do 27,4 m (90 stóp), szerokości do 7,9 m (26 stóp) i wysokości do 6,7 m (22 stopy). W szczególnych przypadkach może jednak przyjąć jednostki o wymiarach maksymalnych odpowiednio: długość 33,5 m (110 stóp) i szerokość 9,1 m (30 stóp). Decydują o tym w głównej mierze wymiary komór śluz oraz wysokości przerzuconych nad kanałem mostów.
Kanał nigdy nie spełnił swego militarnego przeznaczenia, lecz pozostaje w użytku do dziś z niemal nietkniętymi strukturami pierwotnymi. Obecnie nie jest on już używany do transportu towarów. Stanowi jedynie wodny szlak o wielkim znaczeniu turystycznym i rekreacyjnym, pokonywany rocznie przez tysiące jednostek turystycznych, a także cenny zabytek techniki. Wzdłuż większej części trasy kanału biegnie znakowany pieszy szlak turystyczny, a także specjalnie przygotowana trasa rowerowa. Jest to najstarszy pozostający w użytkowaniu kanał w Ameryce Północnej, a w 2007 został zarejestrowany na liście światowego dziedzictwa UNESCO.
Od 1978 roku Kanał Rideau w Ottawie jest jednym z miejsc zimowego festiwalu "Winterlude". Na zamarzniętych wodach powstają publiczne lodowiska, na których organizowane są zawody i zabawy. Towarzyszą im m.in. ekspozycje rzeźby w lodzie.